# Gara (Magyarország)
Gara község Bács-Kiskun vármegye Bajai járásában.

## Fekvése
A legközelebbi város Baja, melytől dél-délkeleti irányban, mintegy 15 kilométerre fekszik, a szerb határ mellett.
A szomszédos települések a határ magyar oldalán: észak felől Vaskút, északkelet felől Bácsborsód, dél felől Bácsszentgyörgy, délnyugat felől Dávod, nyugat felől pedig Csátalja. Délkelet felől a legközelebbi település a már Szerbiához tartozó Regőce (Риђица / Riđica).

### Megközelítése
Legfontosabb kozúti megközelítési útvonala az 5506-os út, ezen érhető el Baja és az országhatár felől is. Csátaljával és Bácsbokoddal az 5505-ös út köti össze.
2018 márciusában átadták az évek óta tervezett határátkelőt a Garától 4 kilométerre délre fekvő Bácsszentgyörgynél.

## Története

### A kezdetek
Gara Árpád-kori település. Nevét 1290-ben említette oklevél, már akkor is Gara néven, mint jobbágyok és nemesek birtoka.
1290-ben 4 garai nemest említettek, kik jelen voltak Bothalma eladásánál. 1291-ben Keme fia Péter és felesége megkapta Bothalmát. 1290-1301 körül III. András király Keme fiát Kelement és Poch fiát Mihályt kivette  a várjobbágyságból és nekik adta Garát egyházával és szántóföldjeivel együtt. 1301-ben a kiváltságlevelüket átíratták. 1334-ben Keme unokái öröklött birtokukat, Garát és Bothalmát 100 márkáért eladták a Becseieknek: Becsei Töttösnek és Vesszősnek.
A 20. század elején Bács-Bodrog vármegye Bajai járásához tartozott.
1910-ben 4087 lakosából 122 magyar, 2749 német, 1207 bunyevác volt. Ebből 4039 római katolikus volt.

### 1945 után
A világháború után a falu német ajkú lakóinak jelentős részét a Szovjetunióba hurcolták vagy kitelepítették Németországba, helyükre Jugoszláviából elüldözött magyarokat, bukovinai székely, valamint gyomai, karcagi és rakamazi magyar családokat telepítettek.

### Jugoszláv megszállás, partizánok, pánszláv törekvések
A jugoszláv partizánok régi tervüket valóra váltva, 1944 novemberében megszállták az ún. bajai háromszöget.
Az 1945. január 20-i fegyverszüneti szerződés értelmében a szovjet csapatok a jugoszláv fegyvereseket visszaszorították ugyan a mai határra, de több tekintetben még az ezt követő időben sem volt megnyugtató a határmenti községek helyzete.
A magyarországi politikai pártok vagy nem ismerték fel, vagy nem a súlyának megfelelően kezelték a nemzetiségi kérdés hazai és regionális jelentőségét. Az egységes elvi szabályozás és annak gyakorlati megvalósítása helyett az egyes nemzetiségeknek különböző megítélésben volt részük. Mind jogi, de még inkább gyakorlati lehetőségeikben nagy eltérések mutatkoztak. Jó példa erre a magyarországi délszláv népcsoport háború utáni aktivizálódása, hisz az ő lehetőségeiket, törekvéseiket is elsősorban a szovjet-orosz hadsereg jelenléte, a pánszláv tudat ismételt megerősödése határozta meg. Még a harcok befejezése előtt ismét napirendre került a bajai háromszög Jugoszláviához csatolásának kérdése. A déli határmenti falvakban jelentős mozgalom bontakozott ki a szerb törekvés támogatására. A szerb partizánok segítségével pedig több Bács-Bodrog vármegyei községben -  Gara, Csávoly, Hercegszántó — délszláv közigazgatást vezettek be. Az ún. nemzeti felszabadító bizottságok az állami végrehajtó hatalom kizárólagos birtokosának tekintették magukat, s ugyancsak a szerb partizánok segítségével saját karhatalmat is szerveztek. Több településen a Jugoszláviához való csatlakozásukat is kikiáltották. A csatlakozás kérdése még 1945 őszén is napirenden szerepelt, holott ekkor már hónapok óta magyar adminisztráció irányította ezeknek a községeknek az életét. Ezzel egyidőben különböző kulturális és oktatási követelésekkel léptek fel.
„Figyelemre méltó az a jelenség is, amelyre a vármegye szociáldemokrata alispánja hívja fel 1946. május 15-én kelt jelentésében a figyelmet: »Mint már előbbi jelentésemben kitértem, súrlódások a pártok között csak szláv lakta községekben van. A szlávság nagy része a kommunista párt tagja. Azonban tevékenységét ott nem annyira kommunista eszmék kifejtésére, mint inkább nemzetiségi, mondhatni soviniszta céljai elérésére fordítja. A legutóbbi délszláv összeírások során törvényhatóságom egész területén számuk pontosan 6478 fő. Ezek közül horvát 89, bunyevác 6046, szlovén 25, szerb 318 anyanyelvű, és ezeknek is csak igen kis hányada vallotta magát nyíltan délszláv nemzetiségűnek, ugyanakkor pedig a községi elöljáróságokban túlsúlyra törekszenek. így Bácsalmás, Gara, Katymár, Hercegszántó községekben fejtenek ki tevékenységet Jugoszláviához való csatlakozásuk érdekében...” (BKML. Bács-Bodrog vármegye alispánja 40/1947.) 
A Garán megtelepedett székelyek hozzátartozói estek nagyobb számban áldozatul a jugoszláv partizánok fogságának is. Sőt a menekülők szájról-szájra adott hírei, értesülése szerint a jugoszlávok kivégzéseket is foganatosítottak. így halt meg Konrád Orbán /1907. Hadikfalva, Cseke Mária/, Antal Ambrus /1903. Hadikfalva, Palkó  Agnes/ és Palkó Pius /1914. Hadikfalva, Tamás Teréz/.

### A svábok internálása, munkatáborba hurcolása és kitelepítése
A Malinovszkij marsall által vezetett II. Ukrán Front katonái nagyobb ellenállás nélkül foglalták el a Duna-Tisza közét. A szovjet csapatok előrenyomulása viszonylag akadálytalanul történt, s így 1944 októberében egész Észak-Bácskát elfoglalták és szovjet katonai közigazgatást vezettek be. A szovjet csapatok bevonulása után általánossá vált a svábok internálása, munkatáborokba hurcolása, és ez a tendencia 1945 január-februárjában csak felerősödött. A Magyarországon lakó német nemzetiség ilyen módon való megbüntetése a magyar közigazgatási szervektől - legalábbis a helyiektől - teljesen függetlenül zajlott. A községek jegyzőinek jelentése szerint Garáról 400 munkaképes férfit és nőt vittek el a Szovjetunióba. 
Garán 6 hónapig tartott a kitelepítések előkészítése és végrehajtása. 1946. június 17-én érkeztek a svábokat összeíró Mentesítő Bizottság emberei. A IV. sz. Áttelepítési Miniszteri Biztosság Nyomozó csoportja pedig 1946. június 18-án a községet a kitelepítés időtartamára lezárta és szesztilalmat rendelt el. A dobolási könyv tanúsága szerint a mentesítő kérelmeket június 20-tól június 22-én reggel 10 óráig lehetett leadni. Tekintettel azonban arra, hogy a kitelepítés további munkálatai késtek, az aratás érdekében június 30-án a miniszteri biztos rendelkezésére a községből való kilépési zárlatot megszüntették. A község vezetőjegyzőjének jelentése arról számol be, hogy 1946. augusztus 15-re fejeződtek be a kitelepítéssel kapcsolatos munkálatok, s a kitelepítendőket utasították, hogy október 31-én reggel 7 órára bevagonírozáshoz készen álljanak. 1946. október 29- én este 7 órakor azonban, a miniszteri kormánybiztos utasítására, a kitelepítést - rövid időre - leállították. Indoklás: az ausztriai szénhiány miatt a szerelvények nem indulhatnak el. A községben azonban közhírré tették, hogy a kitelepülök bármely pillanatban álljanak készen az azonnali indulásra. A kitelepítésre végül is 1946. november 8-án, valamint november 22-én került sor. A két csoporttal összesen 990 személy lett Németországba áttelepítve, ezek közül 491 férfi és 499 nő. A második csoportot igás fogatokkal Csátaljára szállították, s vagonírozásuk ott történt meg. Az utólagos orvosi vizsgálatok alapján, december 9-én még 3 férfi és 4 nő lett a vaskúti transzporttal áttelepítve, továbbá visszamaradt még 150 család, akik ideiglenesen mentesítve lettek: az oroszországi deportáltak és családtagjaik, akiket a tervek szerint a visszaérkezésük után telepítettek ki.
A felső-bácskai elűzötteket vonatokon, napokon át, embertelen körülmények között szállították el. Hosszabb ausztriai kitérő után többnyire bajorországi, határ menti fogadótáborok közelében érkeztek német területre.
A bácskai svábok egy jelentős része Bajorországban él. Fontos bajorországi csomópont a Würzburg-Schweinfurt-Bad Kissingen-Bad Neustadt (Hausen, Essleben) vonalon található községek és városok sora. Ide - pontosabban eredetileg Würzburgba érkezett ugyanis az az 1946. november 8-án Bajáról útnak indított transzport, amellyel csátaljai, garai és vaskúti családokat szállítottak el, akiket aztán ezen a környéken is telepítettek le.

### Betelepítések 1945 után
Az 1945 február második felében Jugoszlávia területéről érkező menekülteket - belügyminiszteri utasításra - Bács-Bodrog vármegye németek által lakott községeiben kellett elhelyezni. Az utasítás — szükség esetén — a németek összeköltöztetését, valamint bútorok, ágynemű igénybevételét is lehetővé tette. A menekültek ellátásáról az érintett községeknek közellátás keretében kellett gondoskodniuk. A határon „áttett" bukovinai székelyek letelepítésével Tótik Károly telepfelügyelőt bízta meg az alispán. Az utasítás elsősorban az elhagyott tanyák és lakóházak igénybevételét szorgalmazta. A községek mindenütt nagy áldozatokat vállalva tettek eleget a kérésnek. A háború alatt megrongálódott malmok miatt minden községben gondot okozott a gabona őrlése, illetve a liszt biztosítása. Garán a szovjet katonai parancsnokság a dunántúli harcok elhúzódása következtében katonai kórházat rendezett be, így az éppen csak elszállásolt székelyeket a házakból ki kellett költöztetni. A község határában üresen álló tanyákat viszont a megromlott köz- és vagyonbiztonság miatt nem lehetett igénybe venni.
Garán a következő megosztásban került sor letelepítésre: 
| Honnan                 | Családok száma | Mikor                |
| ---------------------- | -------------- | -------------------- |
| Bácska (székelyek)     | 163            | 1944 ősz             |
| Délvidék               | 150            | 1945 február-március |
| Gyoma                  | 93             | 1945 február-március |
| Karcag                 | 38             | 1946 július          |
| Rakamaz                | 39             | 1946 július          |
| Zala megye (székelyek) | 35             | ?                    |

Garára 1945 júliusában 105 gyomai család érkezik, akiknek ellátására csak a németek összetelepítésével kerülhetett sor. A német lakosság kitelepítésének megkezdődése azonban jó ideig még váratott magára, így a júliusban '3 havi élelemmel a Népgondozó Hivatal által kitelepített svábok, még 1946 júliusában is a községben vannak.
A földosztásról szóló (1945. évi) törvény alapján azonban lehetővé vált, hogy „azokat az igényjogosultakat, akik lakóhelyükön földet nem kaptak, az ország más részein, lehetőleg csoportosan kell földhöz juttatni”. 1946. július első hetében Bács-Bodrog vármegyébe Gara községbe 48 földműveléshez nem értő (a város peremén élő) család települt át Rakamazról, Karcagról 31 és a Dunántúlról 12 család. Szerencsés helyzetben voltak Garán a délvidéki székely menekültek 172-en, 40 egyéb délvidéki és a 96 gyomai család. Ők az elmenekült németek házait megkaphatták (adó fizetésére is kötelezték őket), a rakamaziaknak a kitelepítés előtt álló németekkel kellett együtt lakniuk. Sugár Károly garai jegyző kötelező kétheti helyzetjelentésében október 31-én ezt írta: „… július elején 80 család lett ide telepítve Karcagról és Rakamazról. Ezek teljesen nincstelenek, lesoványodott beteges emberek. Zsírkiutalással segíteni kellene őket, hogy erőhöz jussanak”. Gara község történelmének a legborzalmasabb és legembertelenebb időszaka zárult le november 22-én: Németországba a német kitelepítés befejeződött 990 személlyel. Az új-telepesek helyzete decemberre kilátástalanná vált; Karcagról, Rakamazról és Szatmár vármegye egyes községeiből letelepülteknek a sok ígéretből nem lett semmi, a legnagyobb nyomorba kerültek. 100 család volt munka és kereset nélkül. Végső elkeseredésükben a községházához vonultak tüntetni. Így írt erről Sugár Károly jegyző: „a karcagi és rakamazi újtelepesek – akiknek aratási munka már nem jutott, egy nagyobb tömegben – férfiak, nők és gyerekek vegyesen – megjelentek a községházánál és követelték a földalap tulajdonát képező búza és rozs azonnali felosztását, különböző fenyegetések mellett. Alulírott jegyzőnek sikerült nagy nehezen a tömeget megnyugtatni. Azonnal telefonáltam Főispán Úrnak, mint a vármegye közellátási kormánybiztosának és kértem, hogy engedélyezze az alapból, közellátási jegyekre a búza és a rozs kiutalását fejadagokra. Az igénylők kötelezték magukat, hogy a jövő évben az aratás után a terményt vissza fogják szolgáltatni. Az egyik raktárban volt tengeri is felraktározva – a fenti események után – fennemlített telepesek a raktárt önhatalmúlag – állítólag Tolvaj József csoportvezető indítványára – felnyitották és körülbelül 60 q tengerit felosztottak”. 1947. január 14-én a jegyző a következő beterjesztésében a közellátást már kielégítőnek találta – miután a karcagi és rakamazi csoport kielégítést nyert. Négy telepes család visszaköltözött Garáról Rakamazra 1949-ben (a rakamaziak legnagyobb ámulatára jó lovakkal és szekerekkel). Ők úgy tájékoztatták az akkori rakamazi vezetőket és Rakamaz lakóit, hogy a Garáról kitelepített „gazdag bunyevác parasztok” házát és földjét kapták meg.

## Közélete

### Polgármesterei
- 1990–1994: Tényi Antal (független)[16]
- 1994–1998: Tényi Antal (független)[17]
- 1998–2002: Tényi Antal (független)[18]
- 2002–2006: Tényi Antal (független)[19]
- 2006–2010: Faa Béla (független)[20]
- 2010–2014: Faa Béla (független)[21]
- 2014–2019: Faa Béla Róbert (független)[22]
- 2019–2024: Faa Béla Róbert (független)[23]
- 2024– : Faa Béla (független)[1]

## Lakossága
A török hódoltáság idején a falu elnéptelenedett, a Rákóczi-szabadságharc idején egyetlen lakója sem volt. 1724-ben délszláv földműveseket, tíz évvel később pedig németeket telepítettek a faluba, így a lakosságszám folyamatos növekedésnek indult, az alábbiak szerint:
- 1725-ben 25 lakosa volt
- 1731-ben 277 lakos
- 1734-ben 368 lakos
- 1756-ban 493 lakos
- 1762-ben 954 lakos
- 1786/87-ben 1601 lakos
- 1770-ben 1888 lakos
- 1809-ben 1971 lakos
- 1815/20-ban 2418 lakos
- 1828-ban 3094 lakos
- 1856-ban 4048 lakos
- 1869-ben 3879 lakos
- 1870-ben 3876 lakos
- 1880-ban 4051 lakosából 2668 német (66%) volt
- 1890-ben 4066 lakosából 2697 német (66%)
- 1895-ben 4028 lakos
- 1900-ban 3898 lakosából 2575 német (66%)
- 1910-ben 4087 lakosából 2749 német (67%)
- 1920-ban 3628 lakosából 2506 német (69%)
- 1930-ban 4124 lakosából 2672 német (65%)
- 1941-ben 3941 lakosából  2709 német (69%) [24]

| Lakosok száma | 2359 | 2354 | 2273 | 2235 | 2080 | 2110 | 2065 |
|               | 2013 | 2014 | 2018 | 2021 | 2022 | 2023 | 2024 |

2001-ben lakosságának 6,5%-a német, 7,3%-a pedig horvát nemzetiségűnek vallotta magát.
A lakosság száma 2015-ben 2323 fő (2001-ben 2695 fő, 1980-ban 3120 fő, 1949-ben 4534 fő, 1900-ban 3898 fő volt).
A 2011-es népszámlálás során a lakosok 79,6%-a magyarnak, 2,1% cigánynak, 9,3% horvátnak, 9% németnek, 0,8% szerbnek mondta magát (19,6% nem nyilatkozott; a kettős identitások miatt a végösszeg nagyobb lehet 100%-nál). A vallási megoszlás a következő volt: római katolikus 55,8%, református 4,8%, evangélikus 0,2%, felekezeten kívüli 11,6% (26,5% nem nyilatkozott).
2022-ben a lakosság 82,4%-a vallotta magát magyarnak, 7,6% horvátnak, 6,7% németnek, 2,1% cigánynak, 0,7% szerbnek, 1,3% egyéb, nem hazai nemzetiségűnek (15,9% nem nyilatkozott; a kettős identitások miatt a végösszeg nagyobb lehet 100%-nál). Vallásuk szerint 40,2% volt római katolikus, 3% református, 0,7% evangélikus, 0,1% görög katolikus, 0,2% ortodox, 1,1% egyéb keresztény, 0,7% egyéb katolikus, 9,9% felekezeten kívüli (43,9% nem válaszolt).

## Nevezetességei
- Szent László királyról elnevezett római katolikus templom. Épült 1780-ban késő barokk stílusban, 1909-ben bővítették.
- I. és II. világháború emlékműve és Szentháromság-szobor, a templomkertben találhatóak.
- Székelykapu, a római katolikus templom bejáratával szemben található.
- Nemzetiségek együtt című szobor, az itt élő magyar, német és bunyevác nemzetiségek összefogását jelképezi. A templomtól mintegy 100 m-re, délre található.
- Millenniumi emlékmű, az óvoda épülete előtt található.
- Határőr Hősök emlékműve, a polgármesteri hivatallal szemben áll.

## A falu szülöttei és hírességei
Dunai Antal (született Dujmov Antal) (Gara, 1943. március 21. – ) olimpiai bajnok labdarúgó
Kricskovics Antal (Gara, 1929. február 19. – Budapest, 2017. január 18.) Erkel Ferenc-díjas táncművész, koreográfus
Páncsics Miklós (Gara, 1944. február 4. – Budapest, 2007. augusztus 7.) olimpiai bajnok labdarúgó
Szenteleky Kornél (eredeti nevén Sztankovits Kornél) (Pécs, 1893. július 27. – Ószivác, 1933. augusztus 20.) szerb származású magyar író, költő, műfordító. Pályáját Garán kezdte.   
Dunai János (Gara, 1937. június 26. – Pécs, 2025. február 13.) olimpiai bronzérmes labdarúgó (1960 Róma)